# موزه ملی فلزات زینتی
موزه ملی فلزات زینتی (به انگلیسی: National Ornamental Metal Museum) که اکنون موزه فلز نامیده می‌شود، موزه ای در ممفیس، تنسی است. این موزه که توسط هنرمند آهنگر جیمز والاس تأسیس شده‌است، به نمایشگاه‌های فلزکاری و برنامه‌های عمومی متال اسمیت اختصاص دارد.

## تاریخچه
موزه ملی فلزات زینتی در ابتدا یک بیمارستان بود. این بیمارستان تاریخی اولین بار در سال ۱۸۸۴ افتتاح شد. کاربرد اصلی این بیمارستان درمان بیماران جنگ داخلی بود. با این حال، از آن به عنوان یک مرکز تحقیقات علمی برای کشف درمان تب زرد نیز استفاده می‌شد.
املاک آن در ابتدا شامل شش ساختمان بود: یک اصطبل، یک خانه جراح، دو بخش، یک ساختمان پرستار و یک ساختمان اجرایی. فقط ساختمان پرستار و ساختمان اجرایی به اصیل‌ترین شکل خود باقی مانده‌است. بقیه در برنامه نیو دیل توسط اداره پیشرفت کار (WPA) در دهه ۱۹۳۰ تخریب شدند. دو ساختمان باقی مانده با واگن‌ها و قاطرها جابه‌جا شدند در حالی که ساختمان‌های دیگر به املاک اضافه شدند.
در دهه ۱۹۶۰ بیمارستان تعطیل شد. طبق وب سایت موزه، مالکیت توسط قانون میراث و حفاظت به شهر ممفیس منتقل شد که در نهایت منجر به اجاره موزه فلز شد.
جیم والاس برای سازماندهی موزه فلزات در حدود سال ۱۹۷۷ استخدام شد.بعد از سال ۱۹۷۹، کار و پول زیادی صرف بازسازی شد تا موزه فلز به مکانی تعاملی برای یادگیری تبدیل شود. حدود ۲٫۵ میلیون دلار برای ایجاد مغازه آهنگر، ریخته‌گری لاولر و آزمایشگاه تعمیرات و مرمت، ساخت آلاچیق و بازسازی کتابخانه صرف شد. والاس تقریباً سی سال موزه را رهبری کرد و با راهنمایی او موزه به مکانی برای اقامت هنرمندان، یک موزه رسمی و یک کتابخانه تبدیل شد. او در سال ۲۰۰۷ پس از تکمیل بازسازی‌ها بازنشسته شد.

### خانه جدید
در ماه مه ۲۰۲۲، موزه قراردادی را در محل کالج هنر سابق ممفیس امضا کرد.

## نمایشگاه‌ها

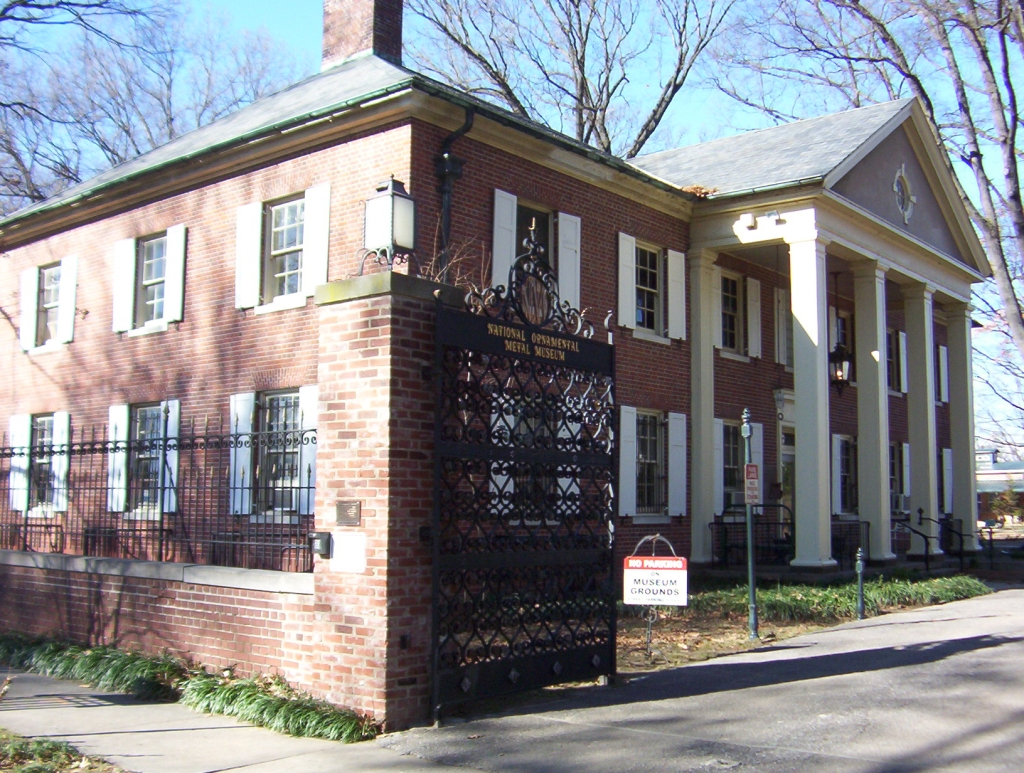
موزه ملی فلزات زینتی (۲۰۰۸)

این موزه بیش از ۳۰۰۰ مورد در مجموعه دائمی خود دارد و همچنین میزبان نمایشگاه‌های سیار است. همچنین یک آهنگری و ریخته‌گری در محل وجود دارد. آنها علاوه بر نمایش فلزات در داخل موزه، کلاس‌های عملی را نیز در کارگاه‌های موزه ارائه می‌دهند.

## روزهای تعمیر
هر پاییز، موزه فلزات آخر هفته روزهای تعمیر را برگزار می‌کند. در طول این رویداد، فلزسازان داوطلب از سراسر کشور تقریباً هر نوع شی فلزی را در حالی که مردم تماشا می‌کنند تعمیر می‌کنند.